# Ordem de Santo Olavo
A Real Ordem Norueguesa de Santo Olavo (em norueguês: Den Kongelige Norske St. Olavs Orden) é a mais alta ordem de cavalaria da Noruega, estabelecida por Óscar I em 21 de agosto de 1847. Foi assim batizada em homenagem a Olavo II, que passou à posteridade como Santo Olavo. Durante mais de 80 anos, permaneceu como única condecoração real no país após a dissolução da Ordem do Leão da Noruega, que estava vinculada à união com a Suécia.
A Ordem de Santo Olavo é dedicada aos indivíduos de grandes feitos em favor da Noruega e/ou da humanidade em geral. Desde 1985, é conferida a cidadãos noruegueses, bem como a chefes de Estados estrangeiros em sinal de amizade para com o povo norueguês. Em sua maioria, os estrangeiros agraciados com esta ordem têm sido os membros de demais realezas. Os agraciados são selecionados pelo Rei, o grão-mestre, com a aprovação de um conselho.

## Classes
A ordem é dividida em cinco classes e podem integrá-la civis ou militares noruegueses. A primeira classe pode receber tanto o colar quanto a grã-cruz, sendo que esta última é concedida por "esforços especiais ao país". As classes são: 
- Grã-Cruz (chefes de Estado em sinal de respeito e significância para o povo norueguês);
- Comendador com Estrela;
- Comendador;
- Cavaleiro de Primeira Classe;
- Cavaleiro.